# Amal Boukir
Amal Boukir (en arabe : امال بوكير) est une femme politique marocaine. 
Alors qu'elle était étudiante chercheur âgée de 24 ans, Amal Boukir a été élue députée de la circonscription de Larache, lors des élections législatives marocaines de 2016 avec le Parti authenticité et modernité. Elle fait partie du groupe parlementaire du même parti, et siège à la Commission des finances et du développement économique.